# Бенхаккер, Лео
Лео Бенха́ккер (нидерл. Leo Beenhakker, МФА: [ˈleːjoː ˈbeːnˌɦɑkər]; 2 августа 1942, Роттердам, Южная Голландия — 10 апреля 2025, Роттердам, Южная Голландия) — нидерландский футбольный тренер.

## Биография
Родился 2 августа 1942 года в Роттердаме. Его карьера как игрока проходила только на любительском уровне и закончилась в 19 лет из-за травмы.
Бенхаккер умер в возрасте 82 лет 10 апреля 2025 года.

## Карьера
В качестве игрока выступал на любительском уровне. в середине 1960-х начал свою тренерскую карьеру. Возглавлял нидерландские клубы «Аякс» и «Фейеноорд», испанские «Сарагосу» и «Реал Мадрид». На протяжении многих лет работал ассистентом тренера сборной Нидерландов Ринуса Михелса, а также дважды сам возглавлял команду «оранжевых» — в 1985—1986 гг. и в мае-июне 1990 года, на финальном турнире чемпионата мира в Италии.
С 2006 год по 2009 год в качестве главного тренера возглавлял национальную сборную Польши, за выход на чемпионат Европы 2008 года был награждён орденом Возрождения Польши 4-й степени.

## Тренерские достижения
- Чемпион Нидерландов (3): 1980, 1990 («Аякс»), 1999 («Фейеноорд»)
- Обладатель Кубка Нидерландов: 1999 («Фейеноорд»)
- Чемпион Испании (3): 1987, 1988, 1989 («Реал Мадрид»)
- Обладатель Кубка Испании: 1989 («Реал Мадрид»)
- Премия имени Ринуса Михелса